# Sternodelus
Sternodelus is een geslacht van kevers uit de familie van de loopkevers (Carabidae). De wetenschappelijke naam van het geslacht is voor het eerst geldig gepubliceerd in 1954 door Jedlicka.

## Soorten
Het geslacht Sternodelus is monotypisch en omvat slechts de volgende soort:
- Sternodelus arrowi Jedlicka, 1935